# WTA Tour 2013
Il WTA Tour 2013 è un insieme di tornei femminili di tennis organizzati dalla Women's Tennis Association (WTA).
Include i tornei del Grande Slam (organizzati in collaborazione con la International Tennis Federation),
i Tornei WTA Premier, i Tornei WTA International, la Fed Cup (organizzata dall'ITF), il Commonwealth Bank Tournament of Champions e il WTA Tour Championships.

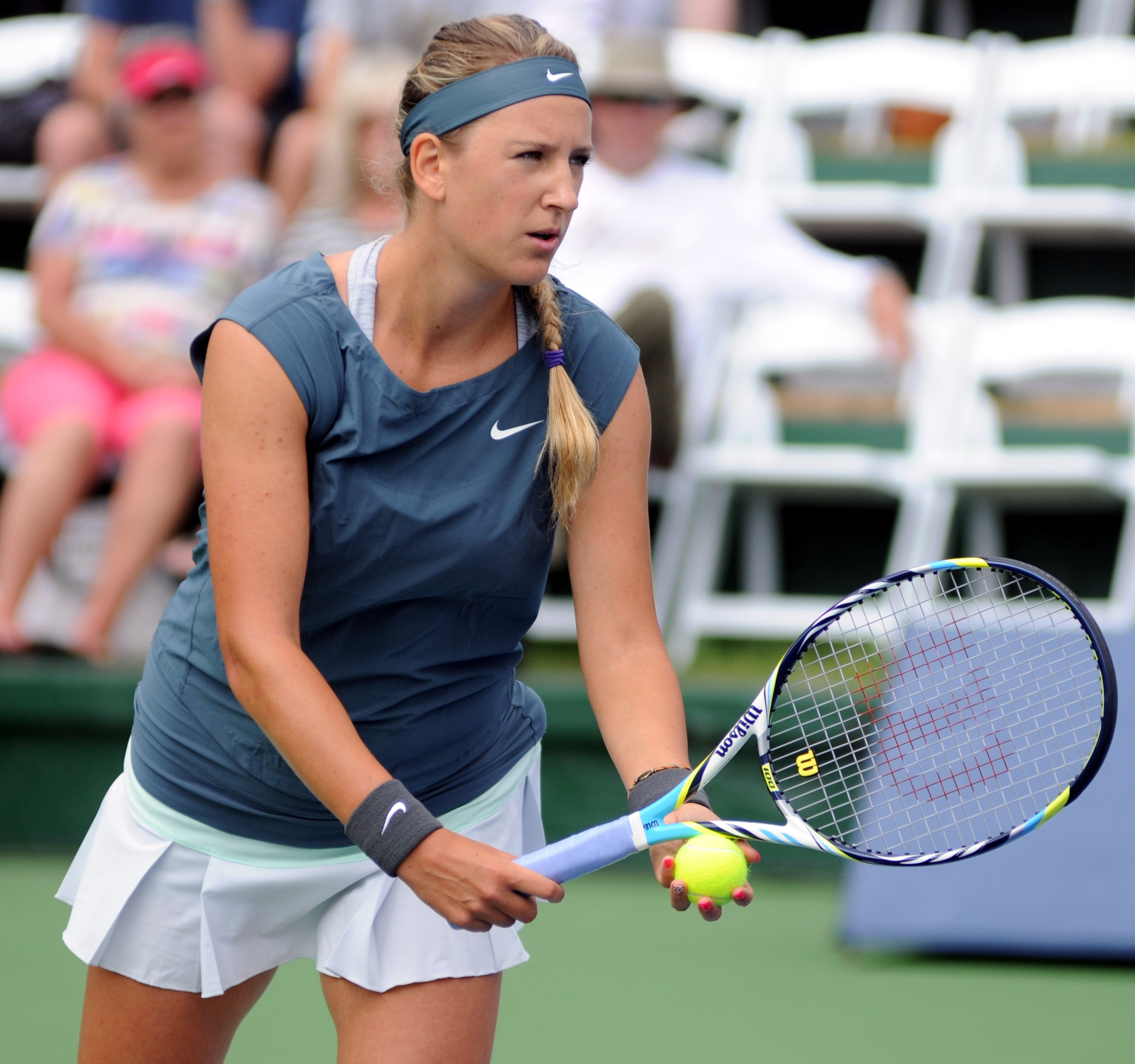
Viktoryja Azaranka è la vincitrice dell'Australian Open

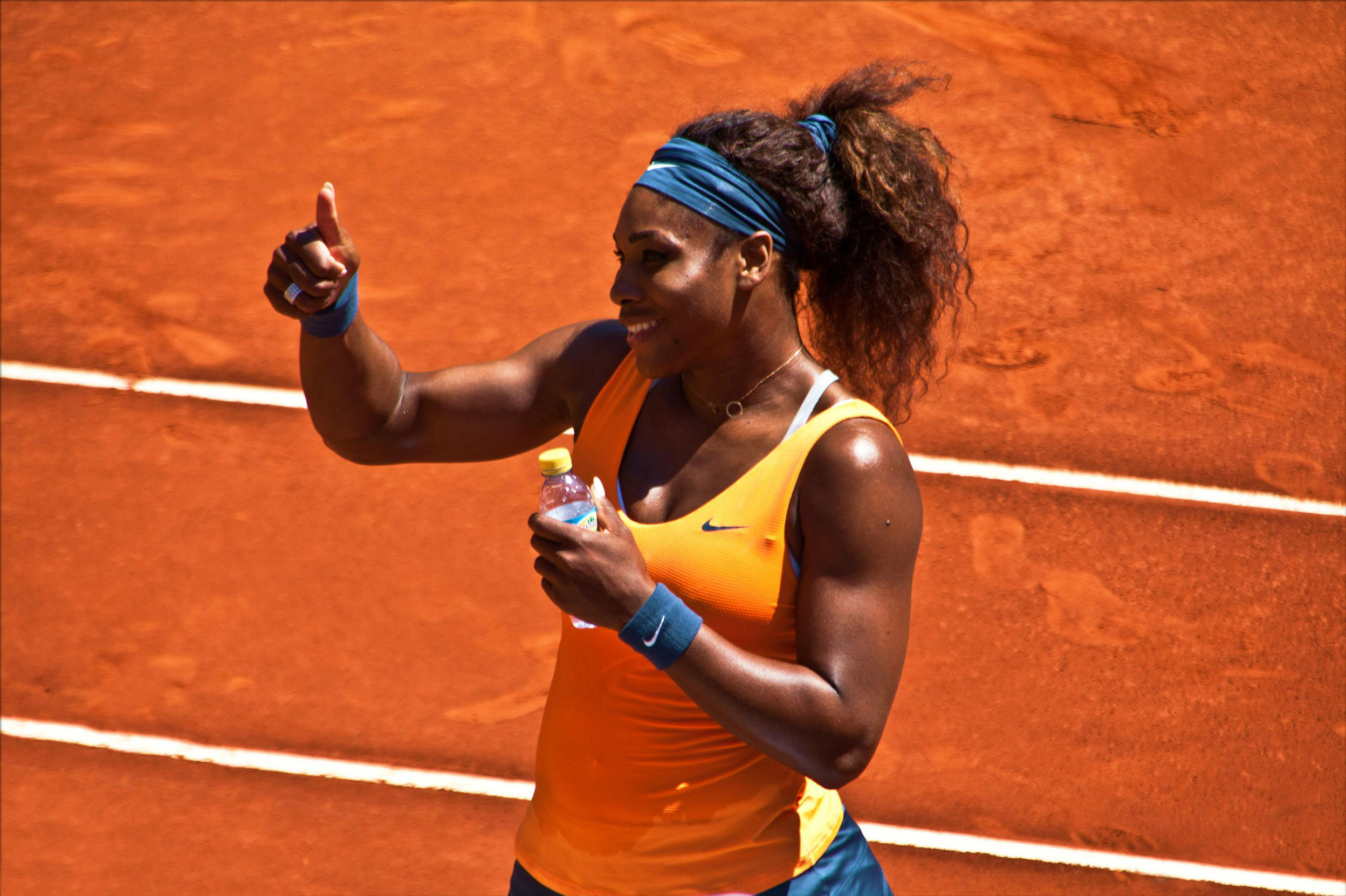
Serena Williams è la vincitrice dell'Open di Francia e dell'US Open

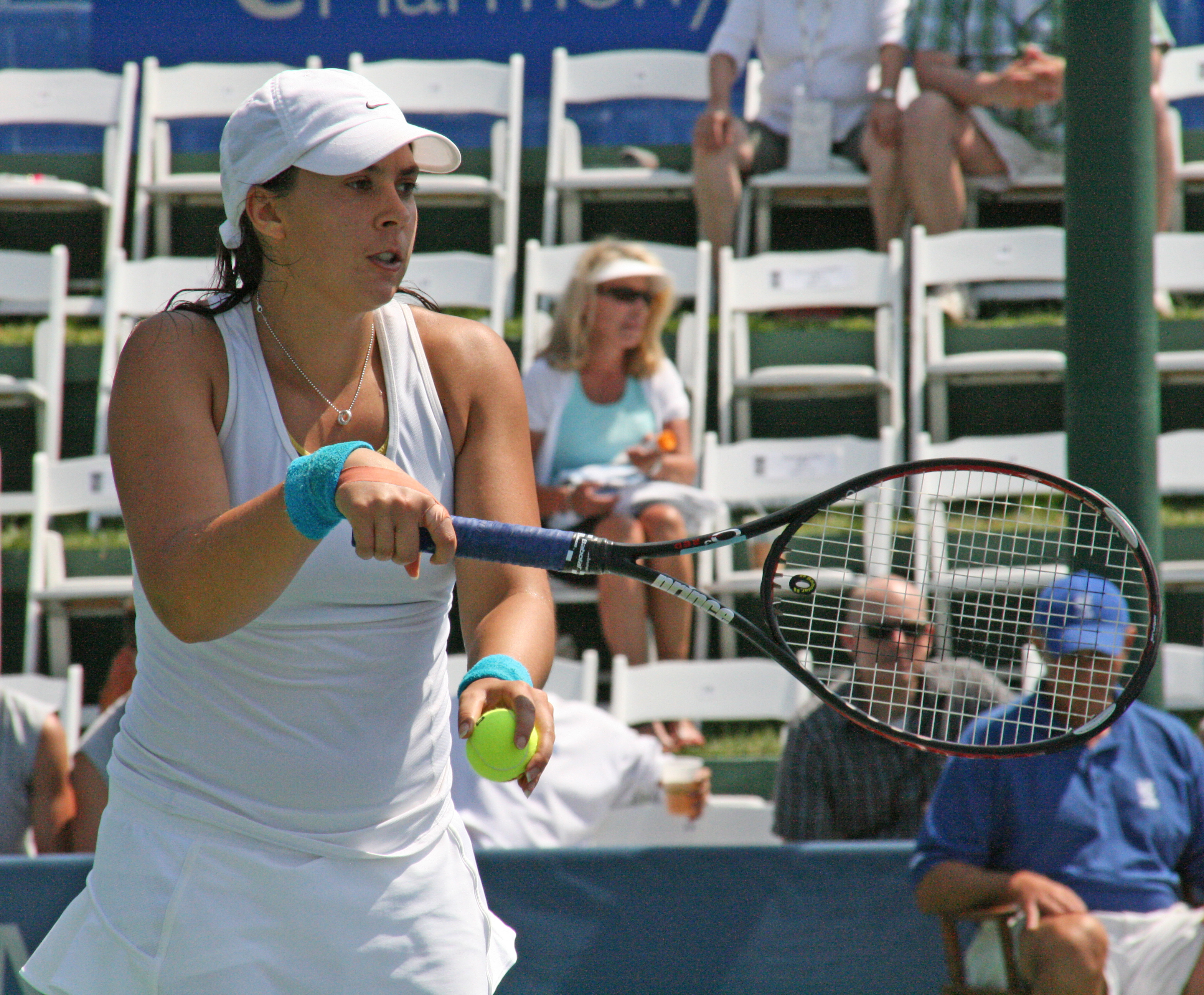
Marion Bartoli è la vincitrice del Torneo di Wimbledon

## Calendario
Questo è il calendario completo degli eventi del 2013, con i risultati in progressione dai quarti di finale.
Legenda
| Grande Slam             |
| WTA Championships       |
| Tournament of Champions |
| WTA Premier Mandatory   |
| WTA Premier 5           |
| WTA Premier             |
| WTA International       |
| Torneo a squadre        |

### Gennaio
| Settimana             | Torneo | Campionesse                                          | Finaliste                            | Semifinaliste                                    | Eliminate ai quarti                                                       |
| --------------------- | --- | ---------------------------------------------------- | ------------------------------------ | ------------------------------------------------ | ------------------------------------------------------------------------- |
| 31 dicembre           | Hopman Cup 2013 Perth, Australia Hopman Cup 1 000 000 A$ – Cemento indoor – 8 teams (RR)                                           | Spagna 2-1                                           | Serbia                               | Round Robin (Gruppo A) Australia Italia Germania | Round Robin (Gruppo B) Stati Uniti Francia Sudafrica                      |
| 31 dicembre           | Brisbane International 2013 Brisbane, Australia WTA Premier 1000 $, 000 - Cemento - 32S/32Q/16D Singolare - Doppio                 | Serena Williams 6-2, 6-1                             | Anastasija Pavljučenkova             | Viktoryja Azaranka Lesja Curenko                 | Ksenija Pervak Sloane Stephens Angelique Kerber Daniela Hantuchová        |
| 31 dicembre           | Brisbane International 2013 Brisbane, Australia WTA Premier 1000 $, 000 - Cemento - 32S/32Q/16D Singolare - Doppio                 | Bethanie Mattek-Sands Sania Mirza 4-6, 6-4, [10-7]   | Anna-Lena Grönefeld Květa Peschke    | Viktoryja Azaranka Lesja Curenko                 | Ksenija Pervak Sloane Stephens Angelique Kerber Daniela Hantuchová        |
| 31 dicembre           | ASB Classic 2013 Auckland, Nuova Zelanda WTA International 235 000 $ - Cemento - 32S/32Q/16D Singolare - Doppio                    | Agnieszka Radwańska 6-4, 6-4                         | Yanina Wickmayer                     | Jamie Hampton Mona Barthel                       | Elena Vesnina Kiki Bertens Kirsten Flipkens Johanna Larsson               |
| 31 dicembre           | ASB Classic 2013 Auckland, Nuova Zelanda WTA International 235 000 $ - Cemento - 32S/32Q/16D Singolare - Doppio                    | Cara Black Anastasija Rodionova 2-6,6-2, [10-5]      | Julia Görges Jaroslava Švedova       | Jamie Hampton Mona Barthel                       | Elena Vesnina Kiki Bertens Kirsten Flipkens Johanna Larsson               |
| 31 dicembre           | Shenzhen Gemdale Open 2013 Shenzhen, Cina WTA International 500 000 $ - Cemento - 32S/32Q/16D Singolare - Doppio                   | Li Na 6-3, 1-6, 7-5                                  | Klára Zakopalová                     | Peng Shuai Monica Niculescu                      | Bojana Jovanovski Annika Beck Yimiao Zhou Marion Bartoli                  |
| 31 dicembre           | Shenzhen Gemdale Open 2013 Shenzhen, Cina WTA International 500 000 $ - Cemento - 32S/32Q/16D Singolare - Doppio                   | Chan Hao-ching Chan Yung-jan 6-0, 7-5                | Iryna Burjačok Valerija Solov'ëva    | Peng Shuai Monica Niculescu                      | Bojana Jovanovski Annika Beck Yimiao Zhou Marion Bartoli                  |
| 7 gennaio             | Apia International Sydney 2013 Sydney, Australia WTA Premier 681 000 $ - Cemento - 30S/48Q/16D Singolare - Doppio                  | Agnieszka Radwańska 6-0, 6-0                         | Dominika Cibulková                   | Li Na Angelique Kerber                           | Roberta Vinci Madison Keys Sara Errani Svetlana Kuznecova                 |
| 7 gennaio             | Apia International Sydney 2013 Sydney, Australia WTA Premier 681 000 $ - Cemento - 30S/48Q/16D Singolare - Doppio                  | Nadia Petrova Katarina Srebotnik 6-3, 6-4            | Sara Errani Roberta Vinci            | Li Na Angelique Kerber                           | Roberta Vinci Madison Keys Sara Errani Svetlana Kuznecova                 |
| 7 gennaio             | Moorilla Hobart International 2013 Hobart, Australia WTA International 235 000 $ - Cemento - 32S/32Q/16D Singolare - Doppio        | Elena Vesnina 6-3, 6-4                               | Mona Barthel                         | Kirsten Flipkens Sloane Stephens                 | Monica Niculescu Cvetana Pironkova Jarmila Gajdošová Lauren Davis         |
| 7 gennaio             | Moorilla Hobart International 2013 Hobart, Australia WTA International 235 000 $ - Cemento - 32S/32Q/16D Singolare - Doppio        | Garbiñe Muguruza María Teresa Torró Flor 6-3, 7–6(5) | Tímea Babos Mandy Minella            | Kirsten Flipkens Sloane Stephens                 | Monica Niculescu Cvetana Pironkova Jarmila Gajdošová Lauren Davis         |
| 14 gennaio 21 gennaio | Australian Open 2013 Melbourne, Australia Grande Slam 12 122 762 A$ - Cemento - 128S/96Q/64D/32X Singolare - Doppio - Doppio misto | Viktoryja Azaranka 4-6, 6-4, 6-3                     | Li Na                                | Sloane Stephens Marija Šarapova                  | Svetlana Kuznecova Serena Williams Agnieszka Radwańska Ekaterina Makarova |
| 14 gennaio 21 gennaio | Australian Open 2013 Melbourne, Australia Grande Slam 12 122 762 A$ - Cemento - 128S/96Q/64D/32X Singolare - Doppio - Doppio misto | Sara Errani Roberta Vinci 6-2, 3-6, 6-2              | Ashleigh Barty Casey Dellacqua       | Sloane Stephens Marija Šarapova                  | Svetlana Kuznecova Serena Williams Agnieszka Radwańska Ekaterina Makarova |
| 14 gennaio 21 gennaio | Australian Open 2013 Melbourne, Australia Grande Slam 12 122 762 A$ - Cemento - 128S/96Q/64D/32X Singolare - Doppio - Doppio misto | Jarmila Gajdošová Matthew Ebden 6-3, 7-5             | Lucie Hradecká František Čermák      | Sloane Stephens Marija Šarapova                  | Svetlana Kuznecova Serena Williams Agnieszka Radwańska Ekaterina Makarova |
| 28 gennaio            | Open GDF Suez 2013 Parigi, Francia WTA Premier 681 000 $ - Cemento indoor - 28S/32Q/16D Singolare - Doppio                         | Mona Barthel 7-5, 7–6(4)                             | Sara Errani                          | Kiki Bertens Kristina Mladenovic                 | Carla Suárez Navarro Lucie Šafářová Marion Bartoli Petra Kvitová          |
| 28 gennaio            | Open GDF Suez 2013 Parigi, Francia WTA Premier 681 000 $ - Cemento indoor - 28S/32Q/16D Singolare - Doppio                         | Sara Errani Roberta Vinci 6-1, 6-1                   | Andrea Hlaváčková Liezel Huber       | Kiki Bertens Kristina Mladenovic                 | Carla Suárez Navarro Lucie Šafářová Marion Bartoli Petra Kvitová          |
| 28 gennaio            | PTT Pattaya Open 2013 Pattaya, Thailandia WTA International 235 000 $ - Cemento - 32S/16Q/16D Singolare - Doppio                   | Marija Kirilenko 5-7, 6-1, 7-6(1)                    | Sabine Lisicki                       | Nina Bratčikova Sorana Cîrstea                   | Ayumi Morita Marina Eraković Anastasija Sevastova Elena Vesnina           |
| 28 gennaio            | PTT Pattaya Open 2013 Pattaya, Thailandia WTA International 235 000 $ - Cemento - 32S/16Q/16D Singolare - Doppio                   | Kimiko Date-Krumm Casey Dellacqua 6-3, 6-2           | Akgul Amanmuradova Aleksandra Panova | Nina Bratčikova Sorana Cîrstea                   | Ayumi Morita Marina Eraković Anastasija Sevastova Elena Vesnina           |

### Febbraio
| Settimana   | Torneo | Campionesse                                                          | Finaliste                                               | Semifinaliste                         | Eliminate ai quarti                                                              |
| ----------- | --- | -------------------------------------------------------------------- | ------------------------------------------------------- | ------------------------------------- | -------------------------------------------------------------------------------- |
| 4 febbraio  | Fed Cup 2013 - Quarti di finale Ostrava, Rep.Ceca, Cemento indoor Rimini, Italia, Terra rossa indoor Mosca, Russia, Cemento indoor Niš, Serbia, Cemento indoor | Vincenti 1º turno Rep. Ceca 4-0 Italia 3-2 Russia 3-2 Slovacchia 3-2 | Perdenti 1º turno Australia Stati Uniti Giappone Serbia |                                       |                                                                                  |
| 11 febbraio | Qatar Total Open 2013 Doha, Qatar WTA Premier 5 2 216 000 $ - Cemento - 56S/32Q/26D Singolare - Doppio                                                         | Viktoryja Azaranka 7–6(6), 2-6, 6-3                                  | Serena Williams                                         | Agnieszka Radwańska Marija Šarapova   | Sara Errani Caroline Wozniacki Samantha Stosur Petra Kvitová                     |
| 11 febbraio | Qatar Total Open 2013 Doha, Qatar WTA Premier 5 2 216 000 $ - Cemento - 56S/32Q/26D Singolare - Doppio                                                         | Sara Errani Roberta Vinci 2-6, 6-3, [10-6]                           | Nadia Petrova Katarina Srebotnik                        | Agnieszka Radwańska Marija Šarapova   | Sara Errani Caroline Wozniacki Samantha Stosur Petra Kvitová                     |
| 18 febbraio | Dubai Tennis Championships 2013 Dubai, Emirati Arabi WTA Premier 2 000 000 $ – cemento – 28S/32Q/16D Singolare – Doppio                                        | Petra Kvitová 6-2, 1-6, 6-1                                          | Sara Errani                                             | Roberta Vinci Caroline Wozniacki      | Nadia Petrova Samantha Stosur Agnieszka Radwańska Marion Bartoli                 |
| 18 febbraio | Dubai Tennis Championships 2013 Dubai, Emirati Arabi WTA Premier 2 000 000 $ – cemento – 28S/32Q/16D Singolare – Doppio                                        | Bethanie Mattek-Sands Sania Mirza 6-4, 2-6, [10-7]                   | Nadia Petrova Katarina Srebotnik                        | Roberta Vinci Caroline Wozniacki      | Nadia Petrova Samantha Stosur Agnieszka Radwańska Marion Bartoli                 |
| 18 febbraio | Copa Colsanitas 2013 Bogotà, Colombia WTA International 235 000 $ – Terra rossa – 32S/32Q/16D Singolare – Doppio                                               | Jelena Janković 6-1, 6-2                                             | Paula Ormaechea                                         | Karin Knapp Teliana Pereira           | Alexandra Cadanțu Lara Arruabarrena Vecino María Teresa Torró Flor Mandy Minella |
| 18 febbraio | Copa Colsanitas 2013 Bogotà, Colombia WTA International 235 000 $ – Terra rossa – 32S/32Q/16D Singolare – Doppio                                               | Tímea Babos Mandy Minella 6-4, 6-3                                   | Eva Birnerová Aleksandra Panova                         | Karin Knapp Teliana Pereira           | Alexandra Cadanțu Lara Arruabarrena Vecino María Teresa Torró Flor Mandy Minella |
| 18 febbraio | U.S. National Indoor Tennis Championships 2013 Memphis, Stati Uniti WTA International 235 000 $ – Cemento Indoor – 32S/16Q/16D Singolare – Doppio              | Marina Eraković 6-1, rit.                                            | Sabine Lisicki                                          | Magdaléna Rybáriková Stefanie Vögele  | Kirsten Flipkens Kristina Mladenovic Heather Watson Jamie Hampton                |
| 18 febbraio | U.S. National Indoor Tennis Championships 2013 Memphis, Stati Uniti WTA International 235 000 $ – Cemento Indoor – 32S/16Q/16D Singolare – Doppio              | Kristina Mladenovic Galina Voskoboeva 7–6(5), 6–3                    | Sofia Arvidsson Johanna Larsson                         | Magdaléna Rybáriková Stefanie Vögele  | Kirsten Flipkens Kristina Mladenovic Heather Watson Jamie Hampton                |
| 25 febbraio | Abierto Mexicano de Tenis 2013 Acapulco, Messico WTA International 235 000 $ – Terra rossa – 32S/32Q/16D Singolare – Doppio                                    | Sara Errani 6-0, 6-4                                                 | Carla Suárez Navarro                                    | Alizé Cornet Sílvia Soler Espinosa    | Kiki Bertens Lourdes Domínguez Lino Karin Knapp Francesca Schiavone              |
| 25 febbraio | Abierto Mexicano de Tenis 2013 Acapulco, Messico WTA International 235 000 $ – Terra rossa – 32S/32Q/16D Singolare – Doppio                                    | Lourdes Domínguez Lino Arantxa Parra Santonja 6–4, 7–6(1)            | Catalina Castaño Mariana Duque Mariño                   | Alizé Cornet Sílvia Soler Espinosa    | Kiki Bertens Lourdes Domínguez Lino Karin Knapp Francesca Schiavone              |
| 25 febbraio | BMW Malaysian Open 2013 Kuala Lumpur, Malaysia WTA International 235 000 $ – Cemento – 32S/32Q/16D Singolare – Doppio                                          | Karolína Plíšková 1-6, 7-5, 6-3                                      | Bethanie Mattek-Sands                                   | Ayumi Morita Anastasija Pavljučenkova | Patricia Mayr-Achleitner Luksika Kumkhum Ashleigh Barty Hsieh Su-wei             |
| 25 febbraio | BMW Malaysian Open 2013 Kuala Lumpur, Malaysia WTA International 235 000 $ – Cemento – 32S/32Q/16D Singolare – Doppio                                          | Shūko Aoyama Kai-Chen Chang 6(4)–7, 7–6(4), [14-12]                  | Janette Husárová Shuai Zhang                            | Ayumi Morita Anastasija Pavljučenkova | Patricia Mayr-Achleitner Luksika Kumkhum Ashleigh Barty Hsieh Su-wei             |
| 25 febbraio | WTA Brasil Tennis Cup 2013 Florianópolis, Brasile WTA International 235 000 $ – Cemento – 32S/32Q/16D Singolare – Doppio                                       | Monica Niculescu 6–2, 4–6, 6–4                                       | Ol'ga Alekseevna Pučkova                                | Venus Williams Kristina Mladenovic    | Magdaléna Rybáriková Jana Čepelová Tímea Babos Melinda Czink                     |
| 25 febbraio | WTA Brasil Tennis Cup 2013 Florianópolis, Brasile WTA International 235 000 $ – Cemento – 32S/32Q/16D Singolare – Doppio                                       | Anabel Medina Garrigues Jaroslava Švedova 6–0, 6–4                   | Anne Keothavong Valerija Savinych                       | Venus Williams Kristina Mladenovic    | Magdaléna Rybáriková Jana Čepelová Tímea Babos Melinda Czink                     |

### Marzo
| Settimana         | Torneo | Campionesse                                       | Finaliste                        | Semifinaliste                       | Eliminate ai quarti                                          |
| ----------------- | --- | ------------------------------------------------- | -------------------------------- | ----------------------------------- | ------------------------------------------------------------ |
| 4 marzo 11 marzo  | Indian Wells Open 2013 Indian Wells, Stati Uniti WTA Premier Mandatory 5 185 625 $ - Cemento - 96S/48Q/32D Singolare - Doppio | Marija Šarapova 6-2, 6-2                          | Caroline Wozniacki               | Angelique Kerber Marija Kirilenko   | Viktoryja Azaranka Samantha Stosur Petra Kvitová Sara Errani |
| 4 marzo 11 marzo  | Indian Wells Open 2013 Indian Wells, Stati Uniti WTA Premier Mandatory 5 185 625 $ - Cemento - 96S/48Q/32D Singolare - Doppio | Ekaterina Makarova Elena Vesnina 6-0, 5-7, [10-6] | Nadia Petrova Katarina Srebotnik | Angelique Kerber Marija Kirilenko   | Viktoryja Azaranka Samantha Stosur Petra Kvitová Sara Errani |
| 18 marzo 25 marzo | Sony Ericsson Open 2013 Miami, Stati Uniti WTA Premier Mandatory 5 185 625 $ - Cemento - 96S/48Q/32D Singolare - Doppio       | Serena Williams 4-6, 6-3, 6-0                     | Marija Šarapova                  | Agnieszka Radwańska Jelena Janković | Li Na Kirsten Flipkens Sara Errani Roberta Vinci             |
| 18 marzo 25 marzo | Sony Ericsson Open 2013 Miami, Stati Uniti WTA Premier Mandatory 5 185 625 $ - Cemento - 96S/48Q/32D Singolare - Doppio       | Nadia Petrova Katarina Srebotnik 6-1, 7–6(2)      | Lisa Raymond Laura Robson        | Agnieszka Radwańska Jelena Janković | Li Na Kirsten Flipkens Sara Errani Roberta Vinci             |

### Aprile
| Settimana | Torneo | Campionesse                                              | Finaliste                                 | Semifinaliste                          | Eliminate ai quarti                                                 |
| --------- | --- | -------------------------------------------------------- | ----------------------------------------- | -------------------------------------- | ------------------------------------------------------------------- |
| 1º aprile | Family Circle Cup 2013 Charleston, Stati Uniti WTA Premier 794 000 $ – Terra verde – 56S/48Q/16D Singolare - Doppio                         | Serena Williams 3-6, 6-0, 6-2                            | Jelena Janković                           | Venus Williams Stefanie Vögele         | Lucie Šafářová Madison Keys Eugenie Bouchard Caroline Wozniacki     |
| 1º aprile | Family Circle Cup 2013 Charleston, Stati Uniti WTA Premier 794 000 $ – Terra verde – 56S/48Q/16D Singolare - Doppio                         | Kristina Mladenovic Lucie Šafářová 6-3, 7–6(6)           | Andrea Hlaváčková Liezel Huber            | Venus Williams Stefanie Vögele         | Lucie Šafářová Madison Keys Eugenie Bouchard Caroline Wozniacki     |
| 1º aprile | Monterrey Open 2013 Monterrey, Messico WTA International 235 000 $ - Cemento - 32S/32Q/16D Singolare - Doppio                               | Anastasija Pavljučenkova 4-6, 6-2, 6-4                   | Angelique Kerber                          | Marija Kirilenko Monica Niculescu      | Ayumi Morita Urszula Radwańska Tímea Babos Lauren Davis             |
| 1º aprile | Monterrey Open 2013 Monterrey, Messico WTA International 235 000 $ - Cemento - 32S/32Q/16D Singolare - Doppio                               | Tímea Babos Kimiko Date-Krumm 6-1, 6-4                   | Eva Birnerová Tamarine Tanasugarn         | Marija Kirilenko Monica Niculescu      | Ayumi Morita Urszula Radwańska Tímea Babos Lauren Davis             |
| 8 aprile  | BNP Paribas Katowice Open 2013 Katowice, Polonia WTA International 235 000 $ – Terra Rossa (i) – 32S/32Q/16D Singolare - Doppio             | Roberta Vinci 7–6(2), 6-1                                | Petra Kvitová                             | Alexandra Cadanțu Annika Beck          | Petra Martić Shahar Peer Maria Elena Camerin Karolína Plíšková      |
| 8 aprile  | BNP Paribas Katowice Open 2013 Katowice, Polonia WTA International 235 000 $ – Terra Rossa (i) – 32S/32Q/16D Singolare - Doppio             | Lara Arruabarrena Vecino Lourdes Domínguez Lino 6-4, 7-5 | Ioana Raluca Olaru Valerija Solov'ëva     | Alexandra Cadanțu Annika Beck          | Petra Martić Shahar Peer Maria Elena Camerin Karolína Plíšková      |
| 15 aprile | Fed Cup 2013 - Semifinali Palermo, Italia, Terra rossa Mosca, Russia, Terra rossa indoor                                                    | Vincenti semifinali: Italia 3-1 Russia 3-2               | Perdenti semifinali: Rep. Ceca Slovacchia |                                        |                                                                     |
| 22 aprile | Porsche Tennis Grand Prix 2013 Stoccarda, Germania WTA Premier 794 000 $ – Terra rossa (i) – 28S/32Q/16D Singolare - Doppio                 | Marija Šarapova 6-4, 6-3                                 | Li Na                                     | Angelique Kerber Bethanie Mattek-Sands | Ana Ivanović Jaroslava Švedova Sabine Lisicki Petra Kvitová         |
| 22 aprile | Porsche Tennis Grand Prix 2013 Stoccarda, Germania WTA Premier 794 000 $ – Terra rossa (i) – 28S/32Q/16D Singolare - Doppio                 | Mona Barthel Sabine Lisicki 6-4, 7-5                     | Bethanie Mattek-Sands Sania Mirza         | Angelique Kerber Bethanie Mattek-Sands | Ana Ivanović Jaroslava Švedova Sabine Lisicki Petra Kvitová         |
| 22 aprile | Grand Prix SAR La Princesse Lalla Meryem 2013 Marrakech, Morocco WTA International 235 000 $ – Terra rossa – 32S/32Q/16D Singolare - Doppio | Francesca Schiavone 6-1, 6-3                             | Lourdes Domínguez Lino                    | Mandy Minella Chanelle Scheepers       | Kiki Bertens Sílvia Soler Espinosa Alizé Cornet Kristina Mladenovic |
| 22 aprile | Grand Prix SAR La Princesse Lalla Meryem 2013 Marrakech, Morocco WTA International 235 000 $ – Terra rossa – 32S/32Q/16D Singolare - Doppio | Tímea Babos Mandy Minella 6–3, 6–1                       | Petra Martić Kristina Mladenovic          | Mandy Minella Chanelle Scheepers       | Kiki Bertens Sílvia Soler Espinosa Alizé Cornet Kristina Mladenovic |
| 29 aprile | Portugal Open 2013 Estoril, Portogallo WTA International 235 000 $ – Terra rossa – 32S/32Q/16D Singolare - Doppio                           | Anastasija Pavljučenkova 7-5, 6-2                        | Carla Suárez Navarro                      | Romina Oprandi Kaia Kanepi             | Svetlana Kuznecova Elena Vesnina Mónica Puig Ayumi Morita           |
| 29 aprile | Portugal Open 2013 Estoril, Portogallo WTA International 235 000 $ – Terra rossa – 32S/32Q/16D Singolare - Doppio                           | Chan Hao-ching Kristina Mladenovic 7–6(3), 6-2           | Darija Jurak Katalin Marosi               | Romina Oprandi Kaia Kanepi             | Svetlana Kuznecova Elena Vesnina Mónica Puig Ayumi Morita           |

### Maggio
| Settimana          | Torneo | Campionesse                                            | Finaliste                         | Semifinaliste                    | Eliminate ai quarti                                                      |
| ------------------ | --- | ------------------------------------------------------ | --------------------------------- | -------------------------------- | ------------------------------------------------------------------------ |
| 6 maggio           | Mutua Madrid Open 2013 Madrid, Spagna WTA Premier Mandatory 4 033 254 € – Terra rossa – 64S/32Q/28D Singolare - Doppio           | Serena Williams 6-1, 6-4                               | Marija Šarapova                   | Sara Errani Ana Ivanović         | Anabel Medina Garrigues Ekaterina Makarova Angelique Kerber Kaia Kanepi  |
| 6 maggio           | Mutua Madrid Open 2013 Madrid, Spagna WTA Premier Mandatory 4 033 254 € – Terra rossa – 64S/32Q/28D Singolare - Doppio           | Anastasija Pavljučenkova Lucie Šafářová 6-2, 6-4       | Cara Black Marina Eraković        | Sara Errani Ana Ivanović         | Anabel Medina Garrigues Ekaterina Makarova Angelique Kerber Kaia Kanepi  |
| 13 maggio          | Internazionali d'Italia 2013 Roma, Italia WTA Premier 5 2 216 000 $ – Terra rossa – 56S/32Q/28D Singolare - Doppio               | Serena Williams 6-1, 6-3                               | Viktoryja Azaranka                | Simona Halep Sara Errani         | Carla Suárez Navarro Jelena Janković Samantha Stosur Marija Šarapova     |
| 13 maggio          | Internazionali d'Italia 2013 Roma, Italia WTA Premier 5 2 216 000 $ – Terra rossa – 56S/32Q/28D Singolare - Doppio               | Hsieh Su-wei Peng Shuai 4-6, 6-3, [10-8]               | Sara Errani Roberta Vinci         | Simona Halep Sara Errani         | Carla Suárez Navarro Jelena Janković Samantha Stosur Marija Šarapova     |
| 20 maggio          | Brussels Open 2013 Bruxelles, Belgio WTA Premier 681 000 $ – Terra rossa – 30S/32Q/16D Singolare - Doppio                        | Kaia Kanepi 6-2, 7-5                                   | Peng Shuai                        | Romina Oprandi Jamie Hampton     | Zheng Jie Sloane Stephens Varvara Lepchenko Roberta Vinci                |
| 20 maggio          | Brussels Open 2013 Bruxelles, Belgio WTA Premier 681 000 $ – Terra rossa – 30S/32Q/16D Singolare - Doppio                        | Anna-Lena Grönefeld Květa Peschke 6-0, 6-3             | Gabriela Dabrowski Shahar Peer    | Romina Oprandi Jamie Hampton     | Zheng Jie Sloane Stephens Varvara Lepchenko Roberta Vinci                |
| 20 maggio          | Internationaux de Strasbourg 2013 Strasburgo, Francia WTA International 235 000 $ – Terra rossa – 32S/32Q/16D Singolare - Doppio | Alizé Cornet 7–6(4), 6-0                               | Lucie Hradecká                    | Eugenie Bouchard Flavia Pennetta | Anna Tatišvili Chanelle Scheepers Misaki Doi Johanna Larsson             |
| 20 maggio          | Internationaux de Strasbourg 2013 Strasburgo, Francia WTA International 235 000 $ – Terra rossa – 32S/32Q/16D Singolare - Doppio | Kimiko Date-Krumm Chanelle Scheepers 6-4, 3-6, [14-12] | Cara Black Marina Eraković        | Eugenie Bouchard Flavia Pennetta | Anna Tatišvili Chanelle Scheepers Misaki Doi Johanna Larsson             |
| 27 maggio 3 giugno | Roland Garros 2013 Parigi, Francia Grande Slam 11 315 740 $ – Terra rossa 128S/96Q/64D/32X Singolare - Doppio - Doppio misto     | Serena Williams 6-4, 6-4                               | Marija Šarapova                   | Sara Errani Viktoryja Azaranka   | Svetlana Kuznetsova Agnieszka Radwańska Marija Kirilenko Jelena Janković |
| 27 maggio 3 giugno | Roland Garros 2013 Parigi, Francia Grande Slam 11 315 740 $ – Terra rossa 128S/96Q/64D/32X Singolare - Doppio - Doppio misto     | Ekaterina Makarova Elena Vesnina 7-5, 6-2              | Sara Errani Roberta Vinci         | Sara Errani Viktoryja Azaranka   | Svetlana Kuznetsova Agnieszka Radwańska Marija Kirilenko Jelena Janković |
| 27 maggio 3 giugno | Roland Garros 2013 Parigi, Francia Grande Slam 11 315 740 $ – Terra rossa 128S/96Q/64D/32X Singolare - Doppio - Doppio misto     | Lucie Hradecká František Čermák 1-6, 6-4, [10-6]       | Kristina Mladenovic Daniel Nestor | Sara Errani Viktoryja Azaranka   | Svetlana Kuznetsova Agnieszka Radwańska Marija Kirilenko Jelena Janković |

### Giugno
| Settimana           | Torneo | Campionesse                                                    | Finaliste                                 | Semifinaliste                         | Eliminate ai quarti                                                  |
| ------------------- | --- | -------------------------------------------------------------- | ----------------------------------------- | ------------------------------------- | -------------------------------------------------------------------- |
| 10 giugno           | AEGON Classic 2013 Birmingham, Regno Unito WTA International 235 000 $ – Erba – 56S/32Q/16D Singolare - Doppio                     | Daniela Hantuchová 7–6(5), 6-4                                 | Donna Vekić                               | Magdaléna Rybáriková Alison Riske     | Madison Keys Sorana Cîrstea Sabine Lisicki Francesca Schiavone       |
| 10 giugno           | AEGON Classic 2013 Birmingham, Regno Unito WTA International 235 000 $ – Erba – 56S/32Q/16D Singolare - Doppio                     | Ashleigh Barty Casey Dellacqua 7-5, 6-4                        | Cara Black Marina Eraković                | Magdaléna Rybáriková Alison Riske     | Madison Keys Sorana Cîrstea Sabine Lisicki Francesca Schiavone       |
| 10 giugno           | Nürnberger Versicherungscup 2013 Norimberga, Germania WTA International 235 000 $ – Terra Rossa – 32S/32Q/16D Singolare - Doppio   | Simona Halep 6-3, 6-3                                          | Andrea Petković                           | Jelena Janković Lucie Šafářová        | Lourdes Domínguez Lino Annika Beck Galina Voskoboeva Polona Hercog   |
| 10 giugno           | Nürnberger Versicherungscup 2013 Norimberga, Germania WTA International 235 000 $ – Terra Rossa – 32S/32Q/16D Singolare - Doppio   | Ioana Raluca Olaru Valerija Solov'ëva 2-6, 7–6(3), [11-9]      | Anna-Lena Grönefeld Květa Peschke         | Jelena Janković Lucie Šafářová        | Lourdes Domínguez Lino Annika Beck Galina Voskoboeva Polona Hercog   |
| 17 giugno           | AEGON International 2013 Eastbourne, Regno Unito WTA Premier 681 000 $ – Erba – 32S/32Q/16D Singolare - Doppio                     | Elena Vesnina 6-2, 6-1                                         | Jamie Hampton                             | Caroline Wozniacki Yanina Wickmayer   | Lucie Šafářová Ekaterina Makarova Marija Kirilenko Li Na             |
| 17 giugno           | AEGON International 2013 Eastbourne, Regno Unito WTA Premier 681 000 $ – Erba – 32S/32Q/16D Singolare - Doppio                     | Nadia Petrova Katarina Srebotnik 6-3, 6-3                      | Monica Niculescu Klára Zakopalová         | Caroline Wozniacki Yanina Wickmayer   | Lucie Šafářová Ekaterina Makarova Marija Kirilenko Li Na             |
| 17 giugno           | TOPSHELF Open 2013 's-Hertogenbosch, Paesi Bassi WTA International 235 000 $ – Erba – 32S/16Q/16D Singolare - Doppio               | Simona Halep 6-4, 6-2                                          | Kirsten Flipkens                          | Carla Suárez Navarro Garbiñe Muguruza | Lesja Curenko Cvetana Pironkova Urszula Radwańska Dominika Cibulková |
| 17 giugno           | TOPSHELF Open 2013 's-Hertogenbosch, Paesi Bassi WTA International 235 000 $ – Erba – 32S/16Q/16D Singolare - Doppio               | Irina-Camelia Begu Anabel Medina Garrigues 4-6, 7–6(3), [11-9] | Dominika Cibulková Arantxa Parra Santonja | Carla Suárez Navarro Garbiñe Muguruza | Lesja Curenko Cvetana Pironkova Urszula Radwańska Dominika Cibulková |
| 24 giugno 1º luglio | Torneo di Wimbledon 2013 Londra, Regno Unito Grand Slam 11 174 883 $ – Erba 128S/96Q/64D/16Q/48X Singolare - Doppio - Doppio misto | Marion Bartoli 6-1, 6-4                                        | Sabine Lisicki                            | Agnieszka Radwańska Kirsten Flipkens  | Kaia Kanepi Li Na Sloane Stephens Petra Kvitová                      |
| 24 giugno 1º luglio | Torneo di Wimbledon 2013 Londra, Regno Unito Grand Slam 11 174 883 $ – Erba 128S/96Q/64D/16Q/48X Singolare - Doppio - Doppio misto | Hsieh Su-wei Peng Shuai 7-6(1), 6-1                            | Ashleigh Barty Casey Dellacqua            | Agnieszka Radwańska Kirsten Flipkens  | Kaia Kanepi Li Na Sloane Stephens Petra Kvitová                      |
| 24 giugno 1º luglio | Torneo di Wimbledon 2013 Londra, Regno Unito Grand Slam 11 174 883 $ – Erba 128S/96Q/64D/16Q/48X Singolare - Doppio - Doppio misto | Daniel Nestor Kristina Mladenovic 5-7, 6-2, 8-6                | Bruno Soares Lisa Raymond                 | Agnieszka Radwańska Kirsten Flipkens  | Kaia Kanepi Li Na Sloane Stephens Petra Kvitová                      |

### Luglio
| Settimana | Torneo | Campionesse                                           | Finaliste                           | Semifinaliste                            | Eliminate ai quarti                                                            |
| --------- | --- | ----------------------------------------------------- | ----------------------------------- | ---------------------------------------- | ------------------------------------------------------------------------------ |
| 8 luglio  | Hungarian Grand Prix 2013 Budapest, Ungheria WTA International 235 000 $ – Terra rossa – 32S/0Q/8D Singolare - Doppio               | Simona Halep 6-3, 6(7)–7, 6-1                         | Yvonne Meusburger                   | Chanelle Scheepers Alexandra Cadanțu     | Danka Kovinić Annika Beck Tímea Babos Shahar Peer                              |
| 8 luglio  | Hungarian Grand Prix 2013 Budapest, Ungheria WTA International 235 000 $ – Terra rossa – 32S/0Q/8D Singolare - Doppio               | Andrea Hlaváčková Lucie Hradecká 6-4, 6-1             | Nina Bratčikova Anna Tatišvili      | Chanelle Scheepers Alexandra Cadanțu     | Danka Kovinić Annika Beck Tímea Babos Shahar Peer                              |
| 8 luglio  | Internazionali Femminili di Palermo 2013 Palermo, Italia WTA International 235 000 $ – Terra rossa – 32S/32Q/16D Singolare - Doppio | Roberta Vinci 6-3, 3-6, 6-3                           | Sara Errani                         | Klára Zakopalová Estrella Cabeza Candela | Sílvia Soler Espinosa Dinah Pfizenmaier Renata Voráčová Lourdes Domínguez Lino |
| 8 luglio  | Internazionali Femminili di Palermo 2013 Palermo, Italia WTA International 235 000 $ – Terra rossa – 32S/32Q/16D Singolare - Doppio | Kristina Mladenovic Katarzyna Piter 6-1, 5-7, [10-8]  | Karolína Plíšková Kristýna Plíšková | Klára Zakopalová Estrella Cabeza Candela | Sílvia Soler Espinosa Dinah Pfizenmaier Renata Voráčová Lourdes Domínguez Lino |
| 15 luglio | Gastein Ladies 2013 Bad Gastein, Austria WTA International 235 000 $ – Terra rossa – 32S/32Q/16D Singolare - Doppio                 | Yvonne Meusburger 7-5, 6-2                            | Andrea Hlaváčková                   | Elina Svitolina Karin Knapp              | Lisa-Maria Moser Patricia Mayr-Achleitner Arantxa Rus Annika Beck              |
| 15 luglio | Gastein Ladies 2013 Bad Gastein, Austria WTA International 235 000 $ – Terra rossa – 32S/32Q/16D Singolare - Doppio                 | Sandra Klemenschits Andreja Klepač 6-1, 6-4           | Kristina Barrois Eléni Daniilídou   | Elina Svitolina Karin Knapp              | Lisa-Maria Moser Patricia Mayr-Achleitner Arantxa Rus Annika Beck              |
| 15 luglio | Collector Swedish Open 2013 Båstad, Svezia WTA International 235 000 $ – Terra rossa – 32S/32Q/16D Singolare - Doppio               | Serena Williams 6-4, 6-1                              | Johanna Larsson                     | Klára Zakopalová Flavia Pennetta         | Lourdes Domínguez Lino Richèl Hogenkamp Mathilde Johansson Virginie Razzano    |
| 15 luglio | Collector Swedish Open 2013 Båstad, Svezia WTA International 235 000 $ – Terra rossa – 32S/32Q/16D Singolare - Doppio               | Anabel Medina Garrigues Klára Zakopalová 6-1, 6-4     | Alexandra Dulgheru Flavia Pennetta  | Klára Zakopalová Flavia Pennetta         | Lourdes Domínguez Lino Richèl Hogenkamp Mathilde Johansson Virginie Razzano    |
| 22 luglio | Bank of the West Classic 2013 Stanford, Stati Uniti WTA Premier 794 000 $ – Cemento – 28S/32Q/16D Singolare - Doppio                | Dominika Cibulková 3-6, 6-4, 6-4                      | Agnieszka Radwańska                 | Jamie Hampton Sorana Cîrstea             | Varvara Lepchenko Vera Duševina Urszula Radwańska Ol'ga Govorcova              |
| 22 luglio | Bank of the West Classic 2013 Stanford, Stati Uniti WTA Premier 794 000 $ – Cemento – 28S/32Q/16D Singolare - Doppio                | Raquel Kops-Jones Abigail Spears 6-2, 7–6(4)          | Julia Görges Darija Jurak           | Jamie Hampton Sorana Cîrstea             | Varvara Lepchenko Vera Duševina Urszula Radwańska Ol'ga Govorcova              |
| 22 luglio | Baku Cup 2013 Baku, Azerbaigian WTA International 235 000 $ – Cemento – 32S/32Q/16D Singolare - Doppio                              | Elina Svitolina 6-4, 6-4                              | Shahar Peer                         | Magda Linette Alexandra Cadanțu          | Ons Jabeur Tadeja Majerič Galina Voskoboeva Donna Vekić                        |
| 22 luglio | Baku Cup 2013 Baku, Azerbaigian WTA International 235 000 $ – Cemento – 32S/32Q/16D Singolare - Doppio                              | Iryna Burjačok Oksana Kalašnikova 4-6, 7–6(3), [10-4] | Eléni Daniilídou Aleksandra Krunić  | Magda Linette Alexandra Cadanțu          | Ons Jabeur Tadeja Majerič Galina Voskoboeva Donna Vekić                        |
| 29 luglio | Southern California Open 2013 Carlsbad, Stati Uniti WTA Premier 794 000 $ – Cemento – 56S/32Q/16D Singolare – Doppio                | Samantha Stosur 6-2, 6-3                              | Viktoryja Azaranka                  | Ana Ivanović Virginie Razzano            | Urszula Radwańska Roberta Vinci Petra Kvitová Agnieszka Radwańska              |
| 29 luglio | Southern California Open 2013 Carlsbad, Stati Uniti WTA Premier 794 000 $ – Cemento – 56S/32Q/16D Singolare – Doppio                | Raquel Kops-Jones Abigail Spears 6-4, 6-1             | Chan Hao-ching Janette Husárová     | Ana Ivanović Virginie Razzano            | Urszula Radwańska Roberta Vinci Petra Kvitová Agnieszka Radwańska              |
| 29 luglio | Washington Open 2013 Washington, Stati Uniti WTA International 235 000 $ – Cemento – 32S/32Q/16D Singolare - Doppio                 | Magdaléna Rybáriková 6-4, 7–6(2)                      | Andrea Petković                     | Ekaterina Makarova Alizé Cornet          | Angelique Kerber Monica Niculescu Sorana Cîrstea Paula Ormaechea               |
| 29 luglio | Washington Open 2013 Washington, Stati Uniti WTA International 235 000 $ – Cemento – 32S/32Q/16D Singolare - Doppio                 | Shūko Aoyama Vera Duševina 6-3, 6-3                   | Eugenie Bouchard Taylor Townsend    | Ekaterina Makarova Alizé Cornet          | Angelique Kerber Monica Niculescu Sorana Cîrstea Paula Ormaechea               |

### Agosto
| Settimana             | Torneo | Campionesse                                         | Finaliste                                  | Semifinaliste                       | Eliminate ai quarti                                                       |
| --------------------- | --- | --------------------------------------------------- | ------------------------------------------ | ----------------------------------- | ------------------------------------------------------------------------- |
| 5 agosto              | Canadian Open 2013 Toronto, Canada WTA Premier 5 2 369 000 $ – Cemento – 56S/64Q/28D Singolare - Doppio                  | Serena Williams 6-2, 6-0                            | Sorana Cîrstea                             | Agnieszka Radwańska Li Na           | Magdaléna Rybáriková Sara Errani Dominika Cibulková Petra Kvitová         |
| 5 agosto              | Canadian Open 2013 Toronto, Canada WTA Premier 5 2 369 000 $ – Cemento – 56S/64Q/28D Singolare - Doppio                  | Jelena Janković Katarina Srebotnik 5-7, 6-2, [10-6] | Anna-Lena Grönefeld Květa Peschke          | Agnieszka Radwańska Li Na           | Magdaléna Rybáriková Sara Errani Dominika Cibulková Petra Kvitová         |
| 12 agosto             | Cincinnati Open 2013 Cincinnati, Stati Uniti WTA Premier 5 2 216 000 $ – Cemento – 56S/48Q/28D Singolare - Doppio        | Viktoryja Azaranka 2-6, 6-2, 7–6(6)                 | Serena Williams                            | Li Na Jelena Janković               | Simona Halep Agnieszka Radwańska Roberta Vinci Caroline Wozniacki         |
| 12 agosto             | Cincinnati Open 2013 Cincinnati, Stati Uniti WTA Premier 5 2 216 000 $ – Cemento – 56S/48Q/28D Singolare - Doppio        | Hsieh Su-wei Peng Shuai 2-6, 6-3, [12-10]           | Anna-Lena Grönefeld Květa Peschke          | Li Na Jelena Janković               | Simona Halep Agnieszka Radwańska Roberta Vinci Caroline Wozniacki         |
| 19 agosto             | New Haven Open at Yale 2013 New Haven, Stati Uniti WTA Premier 750 000 $ – Cemento – 32S/32Q/16D Singolare - Doppio      | Simona Halep 6-2, 6-2                               | Petra Kvitová                              | Caroline Wozniacki Klára Zakopalová | Ekaterina Makarova Sloane Stephens Anastasija Pavljučenkova Elena Vesnina |
| 19 agosto             | New Haven Open at Yale 2013 New Haven, Stati Uniti WTA Premier 750 000 $ – Cemento – 32S/32Q/16D Singolare - Doppio      | Sania Mirza Zheng Jie 6-3, 6-4                      | Anabel Medina Garrigues Katarina Srebotnik | Caroline Wozniacki Klára Zakopalová | Ekaterina Makarova Sloane Stephens Anastasija Pavljučenkova Elena Vesnina |
| 26 agosto 2 settembre | US Open 2013 New York, Stati Uniti Grand Slam 11 517 008 $ – Cemento 128S/128Q/64D/32X Singolare - Doppio - Doppio misto | Serena Williams 7-5, 6(6)–7, 6-1                    | Viktoryja Azaranka                         | Li Na Flavia Pennetta               | Carla Suárez Navarro Ekaterina Makarova Roberta Vinci Daniela Hantuchová  |
| 26 agosto 2 settembre | US Open 2013 New York, Stati Uniti Grand Slam 11 517 008 $ – Cemento 128S/128Q/64D/32X Singolare - Doppio - Doppio misto | Andrea Hlaváčková Lucie Hradecká 6(4)–7, 6-1, 6-4   | Ashleigh Barty Casey Dellacqua             | Li Na Flavia Pennetta               | Carla Suárez Navarro Ekaterina Makarova Roberta Vinci Daniela Hantuchová  |
| 26 agosto 2 settembre | US Open 2013 New York, Stati Uniti Grand Slam 11 517 008 $ – Cemento 128S/128Q/64D/32X Singolare - Doppio - Doppio misto | Andrea Hlaváčková Maks Mirny 7–6(5), 6-3            | Abigail Spears Santiago González           | Li Na Flavia Pennetta               | Carla Suárez Navarro Ekaterina Makarova Roberta Vinci Daniela Hantuchová  |

### Settembre
| Settimana    | Torneo | Campionesse                                    | Finaliste                            | Semifinaliste                         | Eliminate ai quarti                                                     |
| ------------ | --- | ---------------------------------------------- | ------------------------------------ | ------------------------------------- | ----------------------------------------------------------------------- |
| 9 settembre  | Tashkent Open 2013 Tashkent, Uzbekistan WTA International 235 000 $ – Cemento – 32S/32Q/16D Singolare - Doppio                | Bojana Jovanovski 4-6, 7-5, 7–6(3)             | Ol'ga Govorcova                      | María Teresa Torró Flor Mandy Minella | Galina Voskoboeva Yvonne Meusburger Alexandra Cadanțu Nastassja Burnett |
| 9 settembre  | Tashkent Open 2013 Tashkent, Uzbekistan WTA International 235 000 $ – Cemento – 32S/32Q/16D Singolare - Doppio                | Tímea Babos Jaroslava Švedova 6-3, 6-3         | Ol'ga Govorcova Mandy Minella        | María Teresa Torró Flor Mandy Minella | Galina Voskoboeva Yvonne Meusburger Alexandra Cadanțu Nastassja Burnett |
| 9 settembre  | Bell Challenge 2013 Québec, Canada WTA International 235 000 $ – Cemento (i) – 32S/32Q/16D Singolare - Doppio                 | Lucie Šafářová 6-4, 6-3                        | Marina Eraković                      | Christina McHale Eugenie Bouchard     | Polona Hercog Ajla Tomljanović Lauren Davis Kristina Mladenovic         |
| 9 settembre  | Bell Challenge 2013 Québec, Canada WTA International 235 000 $ – Cemento (i) – 32S/32Q/16D Singolare - Doppio                 | Alla Kudrjavceva Anastasija Rodionova 6-4, 6-3 | Andrea Hlaváčková Lucie Hradecká     | Christina McHale Eugenie Bouchard     | Polona Hercog Ajla Tomljanović Lauren Davis Kristina Mladenovic         |
| 16 settembre | Hansol Korea Open 2013 Seul, Corea del sud WTA International 235 000 $ – Cemento – 32S/32Q/16D Singolare - Doppio             | Agnieszka Radwańska 6(6)–7, 6-3, 6-4           | Anastasija Pavljučenkova             | Lara Arruabarrena Francesca Schiavone | Vera Duševina Jang Su-jeong Irina-Camelia Begu Kimiko Date-Krumm        |
| 16 settembre | Hansol Korea Open 2013 Seul, Corea del sud WTA International 235 000 $ – Cemento – 32S/32Q/16D Singolare - Doppio             | Chan Chin-wei Xu Yifan 7-5, 6-3                | Raquel Kops-Jones Abigail Spears     | Lara Arruabarrena Francesca Schiavone | Vera Duševina Jang Su-jeong Irina-Camelia Begu Kimiko Date-Krumm        |
| 16 settembre | Guangzhou International Women's Open 2013 Canton, Cina WTA International 235 000 $ – Cemento – 32S/32Q/16D Singolare - Doppio | Zhang Shuai 7-6(1), 6-1                        | Vania King                           | Zheng Jie Yvonne Meusburger           | Mónica Puig Laura Robson Johanna Konta Alizé Cornet                     |
| 16 settembre | Guangzhou International Women's Open 2013 Canton, Cina WTA International 235 000 $ – Cemento – 32S/32Q/16D Singolare - Doppio | Hsieh Su-wei Peng Shuai 6-3, 4-6, [12-10]      | Vania King Galina Voskoboeva         | Zheng Jie Yvonne Meusburger           | Mónica Puig Laura Robson Johanna Konta Alizé Cornet                     |
| 23 settembre | Toray Pan Pacific Open 2013 Tokyo, Giappone WTA Premier 5 2 216 000 $ – Cemento – 56S/32Q/16D Singolare - Doppio              | Petra Kvitová 6-2, 0-6, 6-3.                   | Angelique Kerber                     | Venus Williams Caroline Wozniacki     | Eugenie Bouchard Svetlana Kuznecova Lucie Šafářová Agnieszka Radwańska  |
| 23 settembre | Toray Pan Pacific Open 2013 Tokyo, Giappone WTA Premier 5 2 216 000 $ – Cemento – 56S/32Q/16D Singolare - Doppio              | Cara Black Sania Mirza 4-6, 6-0, [11-9]        | Chan Hao-ching Liezel Huber          | Venus Williams Caroline Wozniacki     | Eugenie Bouchard Svetlana Kuznecova Lucie Šafářová Agnieszka Radwańska  |
| 30 settembre | China Open 2013 Pechino, China WTA Premier Mandatory 5 185 625 $ – Cemento – 60S/32Q/28D Singolare - Doppio                   | Serena Williams 6-2, 6-2                       | Jelena Janković                      | Agnieszka Radwańska Petra Kvitová     | Caroline Wozniacki Angelique Kerber Li Na Lucie Šafářová                |
| 30 settembre | China Open 2013 Pechino, China WTA Premier Mandatory 5 185 625 $ – Cemento – 60S/32Q/28D Singolare - Doppio                   | Cara Black Sania Mirza 6-2, 6-2                | Vera Duševina Arantxa Parra Santonja | Agnieszka Radwańska Petra Kvitová     | Caroline Wozniacki Angelique Kerber Li Na Lucie Šafářová                |

### Ottobre
| Settimana  | Torneo | Campionesse                                         | Finaliste                             | Semifinaliste                               | Eliminate ai quarti                                                                                        |
| ---------- | --- | --------------------------------------------------- | ------------------------------------- | ------------------------------------------- | --- |
| 7 ottobre  | Generali Ladies Linz 2013 Linz, Austria WTA International 235 000 $ – Cemento (i) – 32S/32Q/16D Singolare - Doppio           | Angelique Kerber 6-4, 7–6(6)                        | Ana Ivanović                          | Stefanie Vögele Carla Suárez Navarro        | Sloane Stephens Dominika Cibulková Kirsten Flipkens Patricia Mayr-Achleitner                               |
| 7 ottobre  | Generali Ladies Linz 2013 Linz, Austria WTA International 235 000 $ – Cemento (i) – 32S/32Q/16D Singolare - Doppio           | Karolína Plíšková Kristýna Plíšková 7–6(6), 6–4     | Gabriela Dabrowski Alicja Rosolska    | Stefanie Vögele Carla Suárez Navarro        | Sloane Stephens Dominika Cibulková Kirsten Flipkens Patricia Mayr-Achleitner                               |
| 7 ottobre  | HP Open 2013 Osaka, Giappone WTA International 235 000 $ – Cemento – 32S/32Q/16D Singolare - Doppio                          | Samantha Stosur 3-6, 7-5, 6-2                       | Eugenie Bouchard                      | Madison Keys Kurumi Nara                    | Zheng Jie Misaki Doi Barbora Záhlavová-Strýcová Polona Hercog                                              |
| 7 ottobre  | HP Open 2013 Osaka, Giappone WTA International 235 000 $ – Cemento – 32S/32Q/16D Singolare - Doppio                          | Kristina Mladenovic Flavia Pennetta 6-4, 6-3        | Samantha Stosur Shuai Zhang           | Madison Keys Kurumi Nara                    | Zheng Jie Misaki Doi Barbora Záhlavová-Strýcová Polona Hercog                                              |
| 14 ottobre | Kremlin Cup 2013 Mosca, Russia WTA Premier 794 000 $ – Cemento (i) – 28S/32Q/16D Singolare - Doppio                          | Simona Halep 7-6(1), 6-2                            | Samantha Stosur                       | Anastasija Pavljučenkova Svetlana Kuznecova | Daniela Hantuchová Alisa Klejbanova Ana Ivanović Roberta Vinci                                             |
| 14 ottobre | Kremlin Cup 2013 Mosca, Russia WTA Premier 794 000 $ – Cemento (i) – 28S/32Q/16D Singolare - Doppio                          | Svetlana Kuznecova Samantha Stosur 6-1, 1-6, [10-8] | Alla Kudrjavceva Anastasija Rodionova | Anastasija Pavljučenkova Svetlana Kuznecova | Daniela Hantuchová Alisa Klejbanova Ana Ivanović Roberta Vinci                                             |
| 14 ottobre | BGL Luxembourg Open 2013 Lussemburgo, Lussemburgo WTA International 235 000 $ – Cemento (i) – 32S/32Q/16D Singolare - Doppio | Caroline Wozniacki 6-2, 6-2                         | Annika Beck                           | Sabine Lisicki Stefanie Vögele              | Bojana Jovanovski Karin Knapp Katarzyna Piter Sloane Stephens                                              |
| 14 ottobre | BGL Luxembourg Open 2013 Lussemburgo, Lussemburgo WTA International 235 000 $ – Cemento (i) – 32S/32Q/16D Singolare - Doppio | Stephanie Vogt Yanina Wickmayer 7–6(2), 6-4         | Kristina Barrois Laura Thorpe         | Sabine Lisicki Stefanie Vögele              | Bojana Jovanovski Karin Knapp Katarzyna Piter Sloane Stephens                                              |
| 21 ottobre | WTA Tour Championships 2013 Istanbul, Turchia Torneo di fine anno 4 900 000 $ – Cemento (i) – 8S (RR)/4D Singolare - Doppio  | Serena Williams 2-6, 6-3, 6-0                       | Li Na                                 | Jelena Janković Petra Kvitová               | Round Robin Gruppo Rosso Angelique Kerber Agnieszka Radwańska Gruppo Bianco Viktoryja Azaranka Sara Errani |
| 21 ottobre | WTA Tour Championships 2013 Istanbul, Turchia Torneo di fine anno 4 900 000 $ – Cemento (i) – 8S (RR)/4D Singolare - Doppio  | Peng Shuai Hsieh Su-wei 6-4, 7-5                    | Elena Vesnina Ekaterina Makarova      | Jelena Janković Petra Kvitová               | Round Robin Gruppo Rosso Angelique Kerber Agnieszka Radwańska Gruppo Bianco Viktoryja Azaranka Sara Errani |
| 28 ottobre | Garanti Koza WTA Tournament of Champions 2013 Sofia, Bulgaria Torneo di fine anno 750 000 $ – Cemento (i) – 8S Singolare     | Simona Halep 2-6, 6-2, 6-2                          | Samantha Stosur                       | Ana Ivanović Anastasija Pavljučenkova       | Round Robin Elina Svitolina Alizé Cornet Elena Vesnina Cvetana Pironkova Marija Kirilenko (ritirata)       |

### Novembre
| Settimana  | Torneo                                              | Campionesse                       | Finaliste               | Semifinaliste | Eliminate ai quarti |
| ---------- | --------------------------------------------------- | --------------------------------- | ----------------------- | ------------- | ------------------- |
| 2 novembre | Fed Cup 2013 - Finale Cagliari, Italia, Terra rossa | Vincente Fed Cup 2013: Italia 4-0 | Perdente finale: Russia |               |                     |

## Distribuzione Punti
| Descrizione                | V    | F    | SF                                                                       | QF                                                                       | R16                                                                      | R32                                                                      | R64                                                                      | R128                                                                     | QLFR                                                                     | Q3 | Q2 | Q1 |
| -------------------------- | ---- | ---- | ------------------------------------------------------------------------ | ------------------------------------------------------------------------ | ------------------------------------------------------------------------ | ------------------------------------------------------------------------ | ------------------------------------------------------------------------ | ------------------------------------------------------------------------ | ------------------------------------------------------------------------ | -- | -- | -- |
| Grand Slam (S)             | 2000 | 1400 | 900                                                                      | 500                                                                      | 280                                                                      | 160                                                                      | 100                                                                      | 5                                                                        | 60                                                                       | 50 | 40 | 2  |
| Grand Slam (D)             | 2000 | 1400 | 900                                                                      | 500                                                                      | 280                                                                      | 160                                                                      | 100                                                                      | 5                                                                        | 48                                                                       | –  | –  | –  |
| WTA Tour Championships (S) | +450 | +360 | (230 per ogni match del girone vinto 70 per ogni match del girone perso) | (230 per ogni match del girone vinto 70 per ogni match del girone perso) | (230 per ogni match del girone vinto 70 per ogni match del girone perso) | (230 per ogni match del girone vinto 70 per ogni match del girone perso) | (230 per ogni match del girone vinto 70 per ogni match del girone perso) | (230 per ogni match del girone vinto 70 per ogni match del girone perso) | (230 per ogni match del girone vinto 70 per ogni match del girone perso) | –  | –  | –  |
| WTA Tour Championships (D) | 1500 | 1050 | 690                                                                      | –                                                                        | –                                                                        | –                                                                        | –                                                                        | –                                                                        | –                                                                        | –  | –  | –  |
| Premier Mandatory (96S)    | 1000 | 700  | 450                                                                      | 250                                                                      | 140                                                                      | 80                                                                       | 50                                                                       | 5                                                                        | 30                                                                       | –  | 20 | 1  |
| Premier Mandatory (64S)    | 1000 | 700  | 450                                                                      | 250                                                                      | 140                                                                      | 80                                                                       | 5                                                                        | –                                                                        | 30                                                                       | –  | 20 | 1  |
| Premier Mandatory (28/32D) | 1000 | 700  | 450                                                                      | 250                                                                      | 140                                                                      | 5                                                                        | –                                                                        | –                                                                        | –                                                                        | –  | –  | –  |
| Premier 5 (56S)            | 900  | 620  | 395                                                                      | 225                                                                      | 125                                                                      | 70                                                                       | 1                                                                        | –                                                                        | 30                                                                       | –  | 20 | 1  |
| Premier 5 (28D)            | 900  | 620  | 395                                                                      | 225                                                                      | 125                                                                      | 1                                                                        | –                                                                        | –                                                                        | –                                                                        | –  | –  | –  |
| Premier (56S)              | 470  | 320  | 200                                                                      | 120                                                                      | 60                                                                       | 40                                                                       | 1                                                                        | –                                                                        | 12                                                                       | –  | 8  | 1  |
| Premier (32S)              | 470  | 320  | 200                                                                      | 120                                                                      | 60                                                                       | 1                                                                        | –                                                                        | –                                                                        | 20                                                                       | 12 | 8  | 1  |
| Premier (16D)              | 470  | 320  | 200                                                                      | 120                                                                      | 1                                                                        | –                                                                        | –                                                                        | –                                                                        | –                                                                        | –  | –  | –  |
| Tournament of Champions    | +195 | +75  | (60 per ogni match del girone vinto 25 per ogni match del girone perso)  | (60 per ogni match del girone vinto 25 per ogni match del girone perso)  | (60 per ogni match del girone vinto 25 per ogni match del girone perso)  | (60 per ogni match del girone vinto 25 per ogni match del girone perso)  | (60 per ogni match del girone vinto 25 per ogni match del girone perso)  | (60 per ogni match del girone vinto 25 per ogni match del girone perso)  | (60 per ogni match del girone vinto 25 per ogni match del girone perso)  | –  | –  | –  |
| International (56S)        | 280  | 200  | 130                                                                      | 70                                                                       | 30                                                                       | 15                                                                       | 1                                                                        | –                                                                        | 10                                                                       | –  | 6  | 1  |
| International (32S)        | 280  | 200  | 130                                                                      | 70                                                                       | 30                                                                       | 1                                                                        | –                                                                        | –                                                                        | 16                                                                       | 10 | 6  | 1  |
| International (16D)        | 280  | 200  | 130                                                                      | 70                                                                       | 1                                                                        | –                                                                        | –                                                                        | –                                                                        | –                                                                        | –  | –  | –  |

## Ranking a fine anno
Nella tabella riportata sono presenti le prime dieci tenniste a fine stagione.

### Singolare
| #   | Giocatrice          | Punti  | Rank. 2012 | /       |
| 1.  | Serena Williams     | 13.260 | 3          | 2       |
| 2.  | Viktoryja Azaranka  | 8.046  | 1          | 1       |
| 3.  | Li Na               | 6.045  | 7          | 4       |
| 4.  | Maria Sharapova     | 5.891  | 2          | 2       |
| 5.  | Agnieszka Radwańska | 5.875  | 4          | 1       |
| 6.  | Petra Kvitová       | 4.775  | 8          | 2       |
| 7.  | Sara Errani         | 4.435  | 6          | 1       |
| 8.  | Jelena Janković     | 4.170  | 22         | 14      |
| 9.  | Angelique Kerber    | 3.965  | 5          | 4       |
| 10. | Caroline Wozniacki  | 3.520  | 10         | Stabile |

Nel corso della stagione due tenniste hanno occupato la prima posizione:
- Azarenka = fine 2012 – 17 febbraio
- S. Williams = 18 febbraio – fine anno

### Doppio
| #   | Giocatrice         | Punti | Rank. 2012 | /       |
| 1.  | Roberta Vinci      | 8.080 | 1          | Stabile |
| 1.  | Sara Errani        | 8.080 | 2          | 1       |
| 3.  | Hsieh Su-wei       | 7.815 | 25         | 22      |
| 4.  | Peng Shuai         | 7.815 | 56         | 52      |
| 5.  | Elena Vesnina      | 7.220 | 9          | 4       |
| 6.  | Katarina Srebotnik | 7.145 | 16         | 10      |
| 7.  | Ekaterina Makarova | 7.021 | 11         | 4       |
| 8.  | Nadia Petrova      | 6.565 | 5          | 3       |
| 9.  | Sania Mirza        | 5.565 | 12         | 3       |
| 10. | Casey Dellacqua    | 5.456 | 67         | 57      |

Nel corso della stagione due tenniste, di cui una coppia formata dalla stessa tennista, hanno occupato la prima posizione:
- Vinci = fine 2012 – 28 aprile 2013
- Vinci /  Errani = 29 aprile – fine anno